# 1966 год в автомобилестроении
Список событий в автомобилестроении в 1966 году:

## События

### Январь
- 1 — представлен Dodge Charger — культовый американский muscle car, который выпускается до сих пор[1].

### Март
- 1 — Ford подписывает контракт на сумму 100 000 фунтов стерлингов с Cosworth на разработку нового двигателя для автомобилей Формулы-1. По количеству участий в Гран-при, побед, подиумов, быстрейших кругов, набранных очков за всю историю Формулы 1 моторы Cosworth уступают только двигателям Ferrari[2].
- 2 — с конвейера сборочного завода в Дирборне сошел миллионный Ford Mustang, основатель целого класса американский автомобилей, прозванных muscle car[3].
- 11 — последний автомобиль под маркой DKW, модель F102 покинул заводской конвейер. После приобретения компании  Фольксвагеном, устаревшие автомобили был сняты с производства[4].
- 17 —последний Studebaker покинул канадский завод в Гамильтоне[5]. Это была, буквально годом ранее обновлённая, модель Cruiser[англ.].

### Апрель

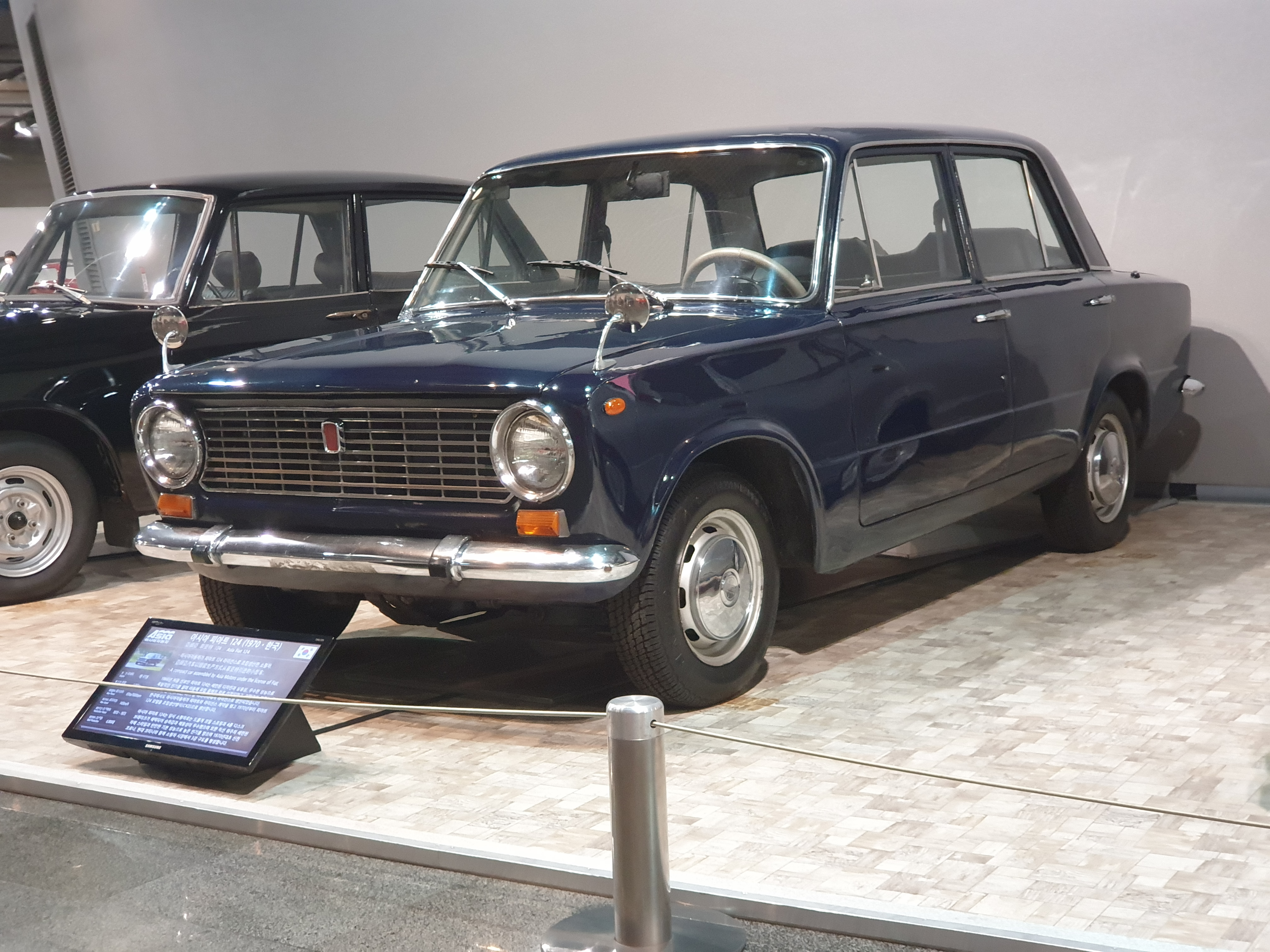
Fiat 124

- 2 — в Турине представлен Fiat 124, впоследствии получивший звание лучшего европейского автомобиля года. Небольшая, но сравнительно просторная внутри машина оказалась недорогой и технологичной в производстве, что позволило ей стать родоначальницей семейства классических «Жигулей»[6].
- 5 — Председатель Совета Министров СССР Косыгин на ХХIII съезде КПСС выступил с докладом «Директивы по пятилетнему плану развития народного хозяйства на 1966-1970 гг.», где было впервые сказано о необходимости построить в СССР новый автомобильный завод[6].

### Май
- 4 — подписан протокол «О сотрудничестве в области разработки конструкции автомобиля, проекта автомобильного завода и его строительства в СССР». В соответствии с договором итальянская сторона поставила оборудование и передала документацию и лицензию на выпуск модели Fiat 124. Волжский автозавод, рассчитанный на ежегодное производство 660 тыс. легковых автомобилей, был построен за три с небольшим года[7].

### Июль
- 20 — принято Постановление ЦК КПСС и Совета Министров о строительстве в г. Тольятти автомобильного завода[8].
- 29 — ранним утром Боб Дилан попал в аварию: внезапно взошедшее солнце ослепило его, он резко нажал на тормоз и его мотоцикл занесло. Жена, ехавшая сзади на автомобиле, подобрала его и быстро доставила в больницу. Повреждения позвоночника заставили Дилана несколько месяцев провести в больнице. Считается, что авария полностью изменила как его самого, так и его творчество. Хулиган и бунтарь внезапно превратился в респектабельного бизнесмена.[9].

### Август
- 20 — Ульяновский автомобильный завод награжден орденом Трудового Красного Знамени[10].

### Сентябрь
- 6 — в Бухаресте был подписан контракт о сотрудничестве между правительством Румынии и Renault сроком на 10 лет. Десять дней спустя, 16 сентября, было принято решение построить автомобильный завод. Так появилась Dacia, известный румынский производитель автомобилей[11].
- 8 — заместитель министра автомобильной промышленности СССР В. Н. Поляков назначен генеральным директором строящегося автозавода в Тольятти [12].

### Октябрь
- 1 — главным конструктором Волжского автозавода в соответствии с приказом министра автомобильной промышленности СССР назначен В.С. Соловьев[13].
- 21 — представлен первый автомобиль Honda, модель N360. Оборудованный микроскопическим двухцилиндровым двигателем рабочим объёмом 360 кубических сантиметров мощностью 31 лошадиная сила, автомобиль вмещал четверых и, в целом, мало отличался от множества компактных легковушек того времени[14].

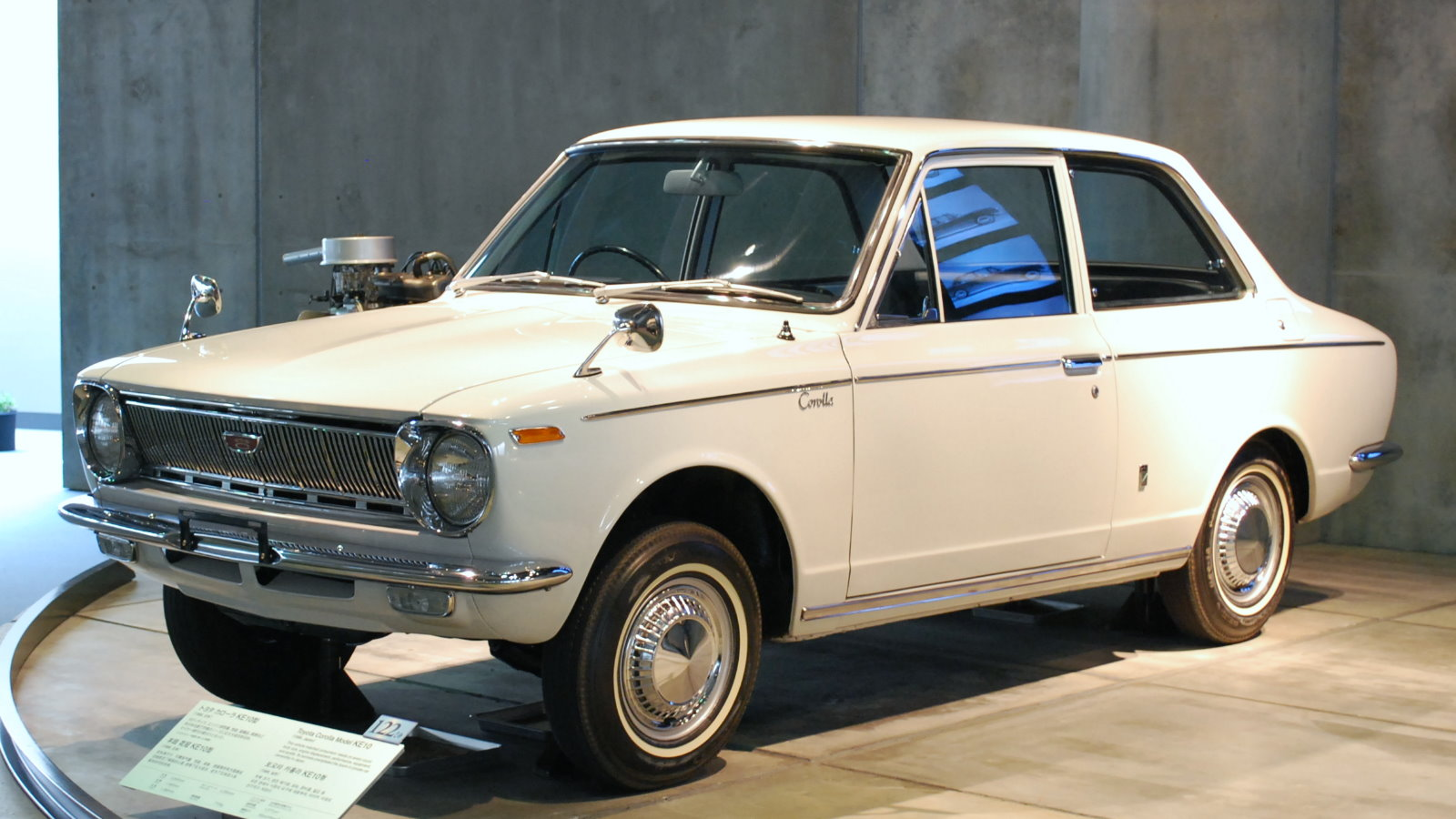
Toyota Corolla

### Ноябрь
- 15 — представлена первая Toyota Corolla[15]. Со временем, эта модель японского концерна стала самым продаваемым автомобилем в мире[16].

### Декабрь
- 12 — первый «Москвич-408» сошел с конвейера Ижевского автозавода. Этот автомобиль стал родоначальником всех ижевских автомобилей. Вслед за ним на конвейер встали: «Москвич-412», знаменитый «каблучок» — фургон Иж-2715, первый советский лифтбек Иж-2125 «Комби»[17].